# Mordellina puncticeps
Mordellina puncticeps es una especie de coleóptero de la familia Mordellidae.

## Distribución geográfica
Habita en Costa de Marfil.